# Elezioni presidenziali in Artsakh del 2017
Le elezioni presidenziali in Artsakh del 2017 si tennero il 19 luglio. A differenza di tutte le altre precedenti consultazioni, non si trattò di elezioni a suffragio popolare diretto, ma di elezioni indirette: il Presidente fu infatti eletto dall'Assemblea nazionale. 
Fu riconfermato il presidente uscente Bako Sahakyan, in carica quale "presidente transitorio" fino alle successive presidenziali del 2020.
In seguito al referendum del 2017, l'Artsakh prescelse una forma di governo di tipo presidenziale e adottò di nuovo l'elezione diretta del capo dello Stato.

## Candidati
Oltre al presidente uscente era candidato anche Eduard Aghabekyan, già sindaco di Stepanakert e leader del partito Movimento 88.

## Risultati
Alla votazione hanno preso parte trentadue deputati sui trentatré aventi diritto. Sahakyan ha ottenuto 28 voti, mentre 4 sono andati ad Aghabekyan.
L'inizio del mandato presidenziale transitorio è stato fissato al 7 settembre 2017.